# Batu Layang (Cisarua)
Batu Layang is een bestuurslaag in het regentschap Bogor van de provincie West-Java, Indonesië. Batu Layang telt 8704 inwoners (volkstelling 2010).